# Хуан Мартин Хернандез
Хуан Мартин Ернандез (енгл. Juan Martín Hernández; 7. август 1982) аргентински је рагбиста, због својих луцидних потеза познат по надимку "Рагби Марадона" који тренутно игра за троструког шампиона Европе - Рагби клуб Тулон.

## Биографија
Висок 187 цм, тежак 93 кг, Ернандез је у каријери играо за екипе Стад Франс, Натал Шаркс и Расинг 92, а 2015. прешао је у Рагби клуб Тулон. За аргентинску репрезентацију одиграо је 55 тест мечева и постигао 144 поена. Ернандез је комплетан играч па може да игра и центра и аријера, али му највише одговара позиција број 10 - отварач (енгл. Fly half).